# Niccolò Pisilli
Niccolò Pisilli, né le 23 septembre 2004 à Rome, est un footballeur international italien qui joue au poste de milieu de terrain à l'AS Rome.

## Biographie

### Carrière en club
Né à Rome en Italie, Niccolò Pisilli est formé par l'AS Roma,, où il commence sa carrière professionnelle en championnat d'Italie. Il joue son premier match avec l'équipe première du club le 6 mai 2023, entrant en jeu lors d'une défaite 2-0 à domicile en Serie A contre l'Inter Milan,.

### Carrière en sélection
Niccolò Pisilli commence à jouer avec les moins de 18 ans italiens en 2021, avant de passer à l'échelon supérieur.
Il est ensuite convoqué avec l'équipe d'Italie pour participer à la Coupe du monde des moins de 20 ans qui a lieu en mai et juin 2023. Après avoir éliminé l'Angleterre,, championne d'Europe en titre, puis la Colombie, l'Italie s'impose face à la Corée du Sud en demi-finale (2-1), pour atteindre l'ultime niveau de la compétition,.
En juin 2023, il est convoqué avec l'équipe d'Italie des moins de 19 ans pour participer au Championnat d'Europe des moins de 19 ans qui a lieu en juillet.
Après sa victoire face à l'Espagne (3-2), l'Italie atteint la finale de la compétition,, où elle s'impose 1-0 face au Portugal, son premier titre dans la catégorie en 20 ans,,,.

## Palmarès
Italie -20 ans
- Coupe du monde
  - Finaliste en 2023

 Italie -19 ans
- Championnat d'Europe
  - Vainqueur en 2023